# Luisa Cáceres de Arismendi
Luisa Cáceres Díaz (Caracas, 25 de setembre de 1799—2 de juny de 1866), anomenada habitualment Luisa Cáceres de Arismendi, va ser una heroïna i prohom de la independència de Veneçuela.

## Primers anys
Va néixer a Caracas el 25 de setembre de 1799, filla de Domingo Cáceres i de Carmen Díaz. El seu pare era professor de llatí i va procurar ensenyar-li a llegir i escriure, així com principis i normes de caràcter moral. Amb quinze anys va començar a freqüentar grups de la seva classe social i el 1813 coneix als líders independentistes veneçolans José Félix Ribas i a Juan Bautista de Arismendi, el qual va quedar impressionat per la intel·ligència i educació de Cáceres.

## Exili
El 6 de març de 1814 les tropes reialistes espanyoles de Francisco Rosete van assaltar la guarnició d'Ocumare i van matar al pare de Cáceres, que havia estat convidat pel comandant Juan José Toro. La comandància militar de Caracas, al capdavant de la qual hi havia el coronel Arismendi, va organitzar una expedició d'estudiants en auxili d'Ocumare; van arribar el 14 de març, però no van tenir èxit i entre els morts va haver-hi Félix Cáceres, germà de Luisa, capturat i executat el 16 de març. Més tard, els veneçolans van haver d'abandonar Caracas i el 7 de juliol de 1814 i amb la caiguda de la Segona República emprenen la retirada, comandada per Simón Bolívar i José Félix Ribas, amb la qual marxa també la família Cáceres, que s'instal·la a la ciutat de Cumaná; durant la travessia moriran 4 tietes de Luisa, quedant només ella, la seva mare i el seu germà petit. A Cumaná, Arismendi els proporciona vestit, allotjament i els recursos necessaris per sobreviure.
A causa de l'amenaça de les tropes espanyoles, Cáceres i la seva família es veuen obligats a fugir de nou a l'illa Margarita i s'instal·len a La Asunción, on Arismendi els torna a rebre amb alegria. El 4 de desembre de 1814, Cáceres es casa amb el militar Arismendi.

## Presó
Poc temps després, les tropes espanyoles de Pablo Morillo arriben fins a La Asunción, i mentre Arismendi encapçala la resistència, Cáceres es empresonada estant embarassada i tots els seus béns són confiscats.
Tancada inicialment al castell de Santa Rosa, és sotmesa a maltractaments i vexacions, malgrat tot sempre es va negar a les ofertes de llibertat a canvi de lliurar el seu marit; fins i tot quan el seu marit va obtenir algunes victòries i va capturar alguns caps espanyols i se li va oferir intercanviar-los per la seva esposa, Arismendi va respondre: «Digui vostè al cap espanyol que sense Pàtria no vull esposa». Cáceres va ser traslladada a diverses presons, acaba sent enviada a La Guaira, a Vargas, i finalment és tancada al convent de la Inmaculada Concepción de Caracas, el 22 de març de 1816. Durant el seu captiveri, va donar llum a una nena morta a causa dels maltractaments que va rebre mentre estava embarassada.
Finalment, el 3 de desembre de 1816 la fan embarcar en el buc El Pópulo rumb a Espanya, i arriba a Cadis el 17 de gener de 1817. Hostatjada a casa de José María Morón i Concepción Pepet, les autoritats espanyoles van intentar persuadir-la que signés un document de lleialtat al rei i renunciés a les idees republicanes, però s'hi va negar. Va restar a Espanya fins a juliol de 1818, finalment, aconsegueix fugir i arriba als Estats Units. Quan va tenir notícies de l'èxit del seu marit torna a Margarita, on va ser rebuda amb honors.

## Mort
Luisa Cáceres va viure la resta de la seva vida a Caracas i va morir en aquesta ciutat el 2 de juny de 1866, amb 67 anys. La república de Veneçuela va acordar-li retre-li un homenatge i la van fer enterrar al Panteó Nacional, on les seves restes van ser traslladades el 24 d'agost de 1876.